# Glenea
Glenea es un género de escarabajos de la familia Cerambycidae.

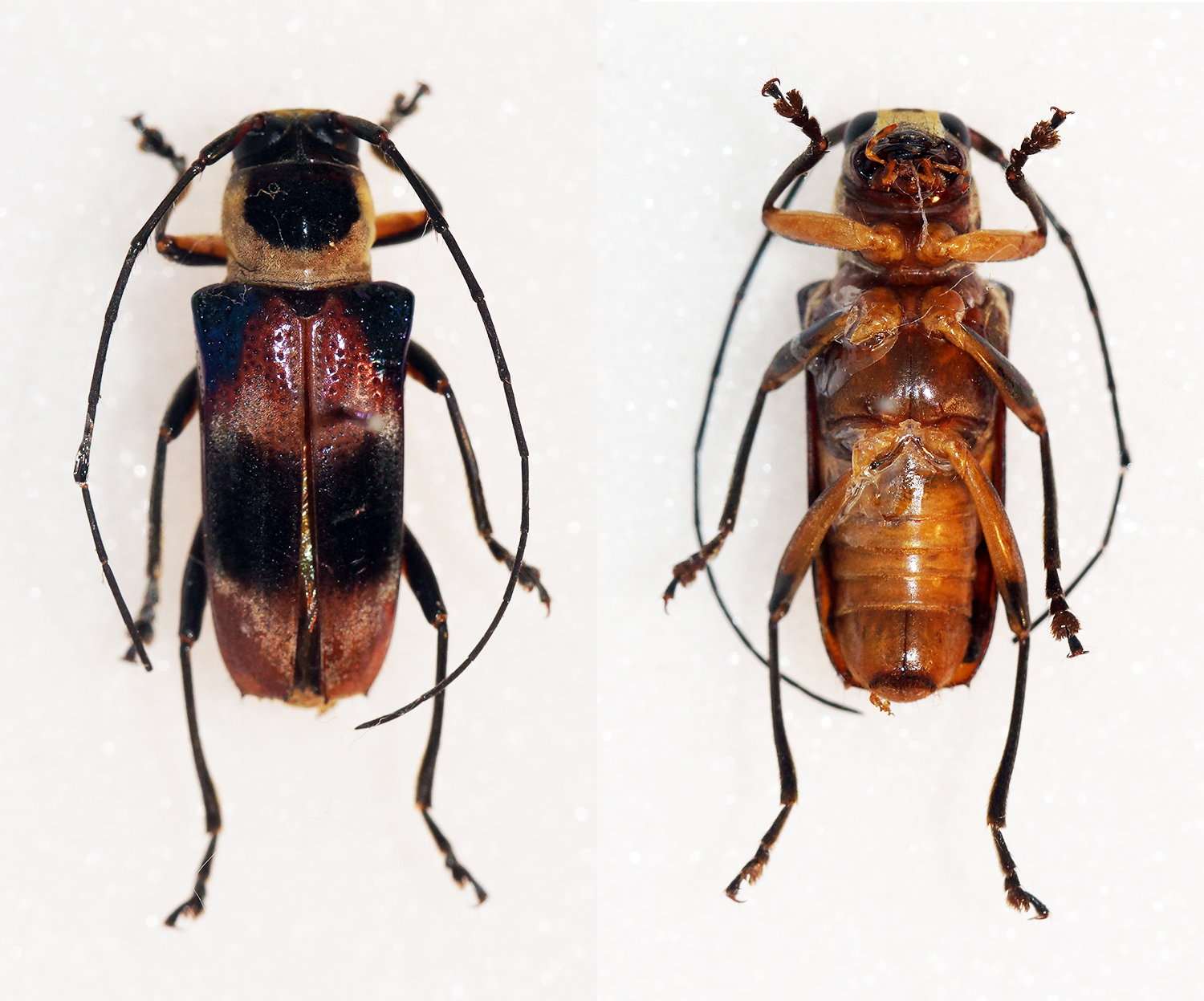
Glenea lefebvrei
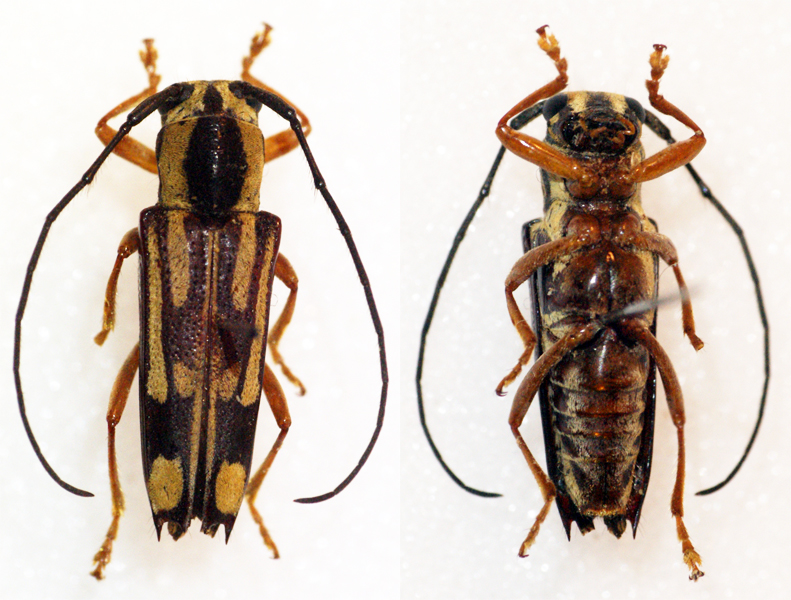
Glenea mephisto
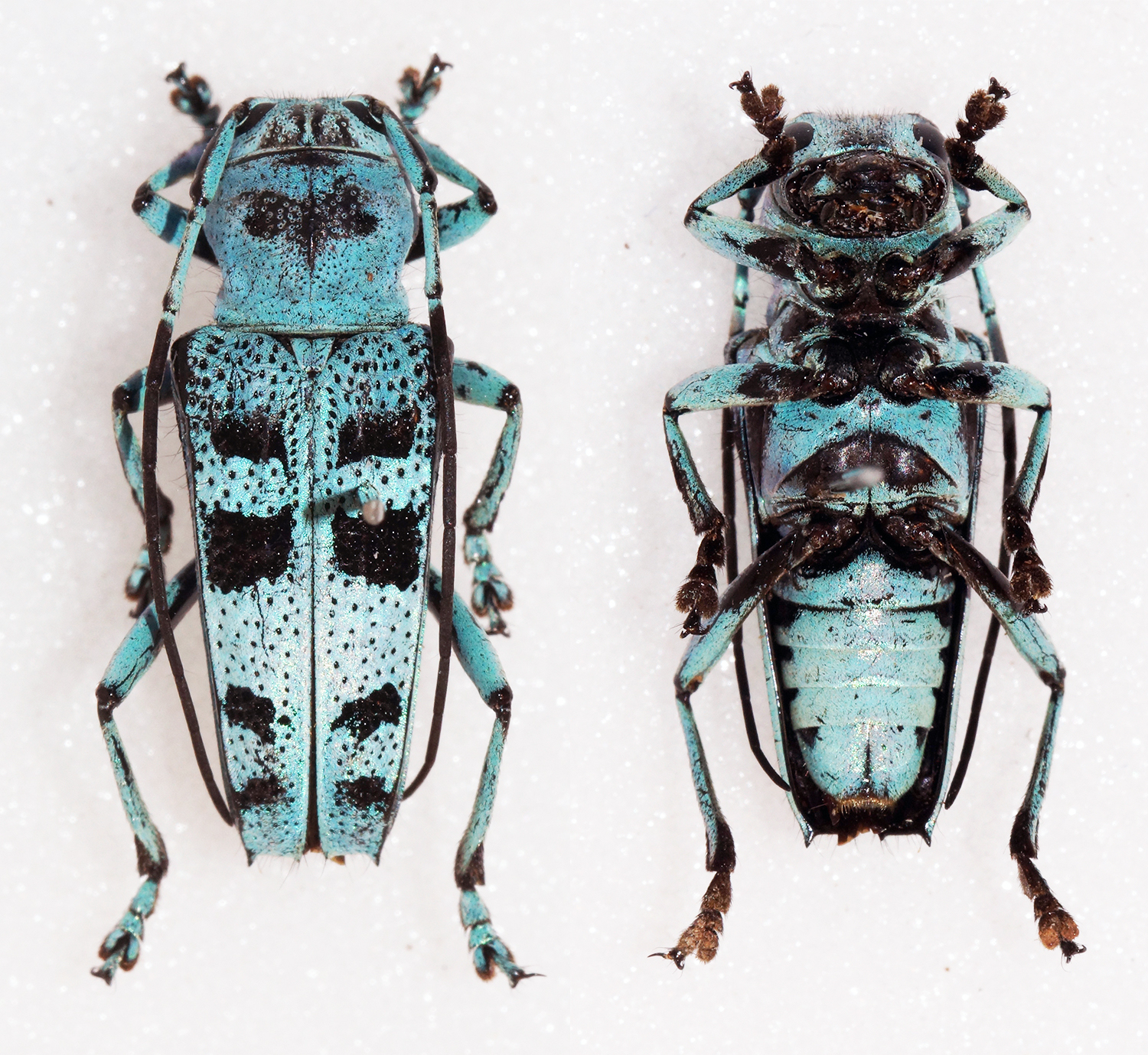
Glenea celia
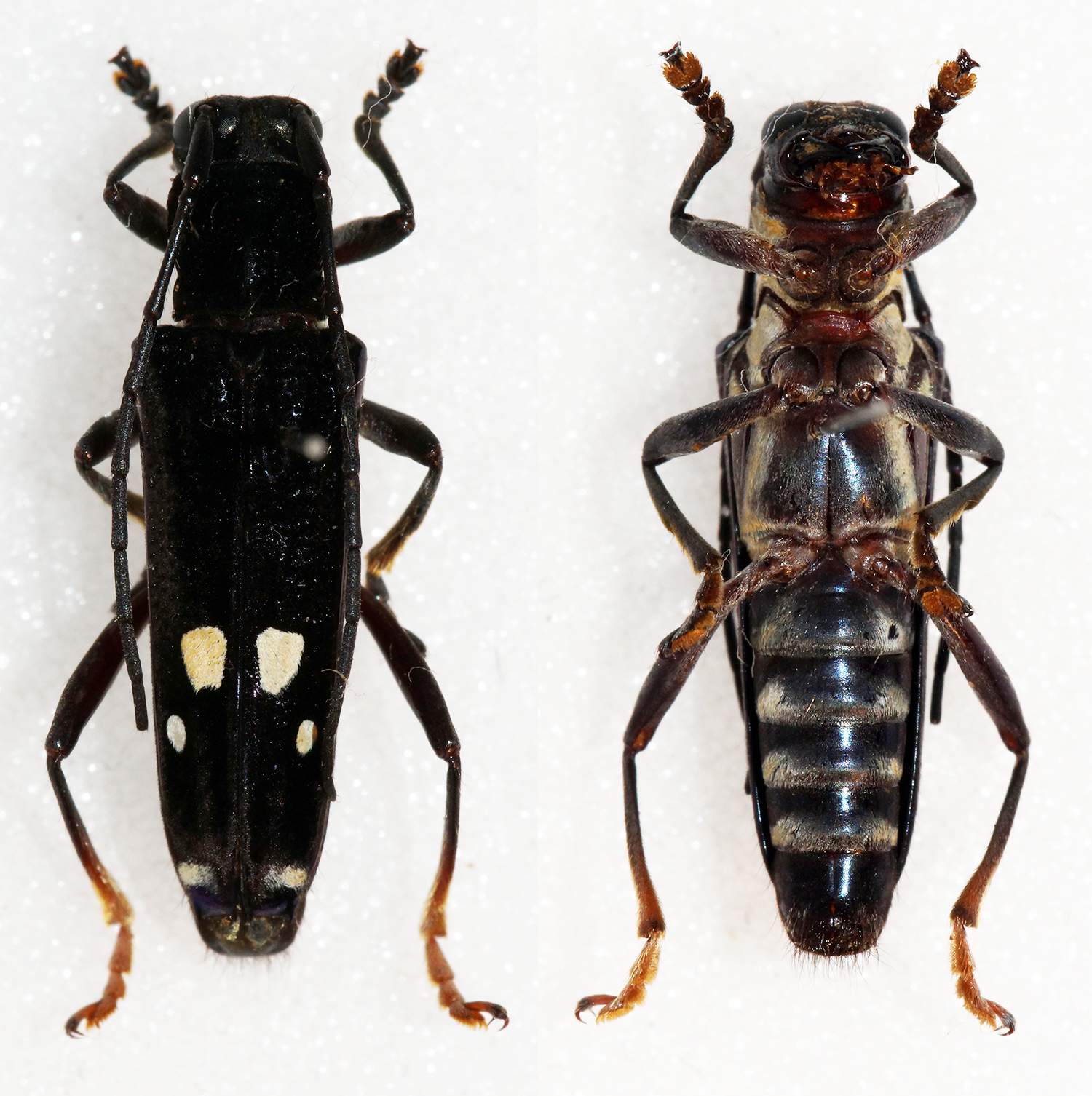
Glenea atriceps
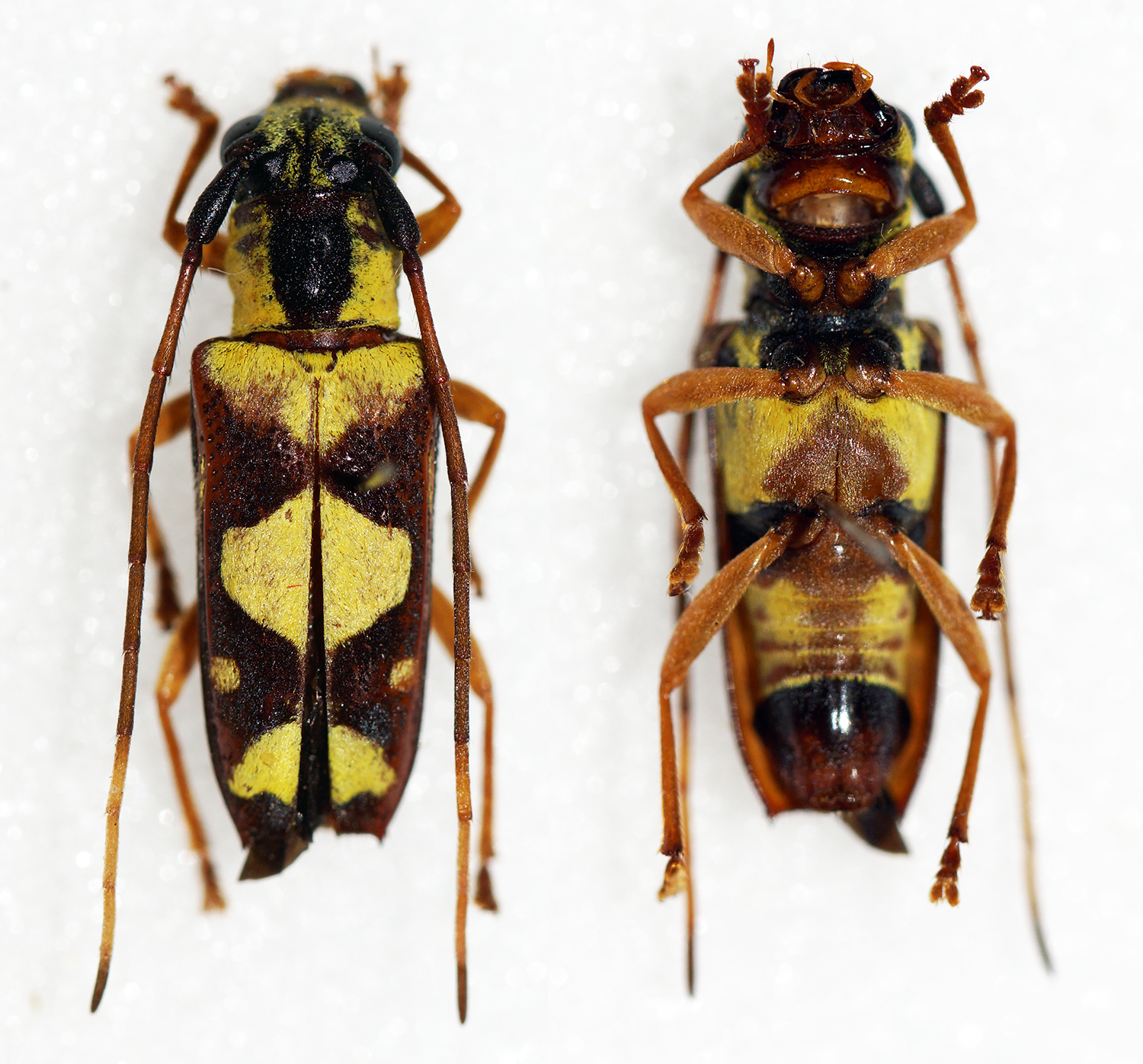
Glenea pulchella
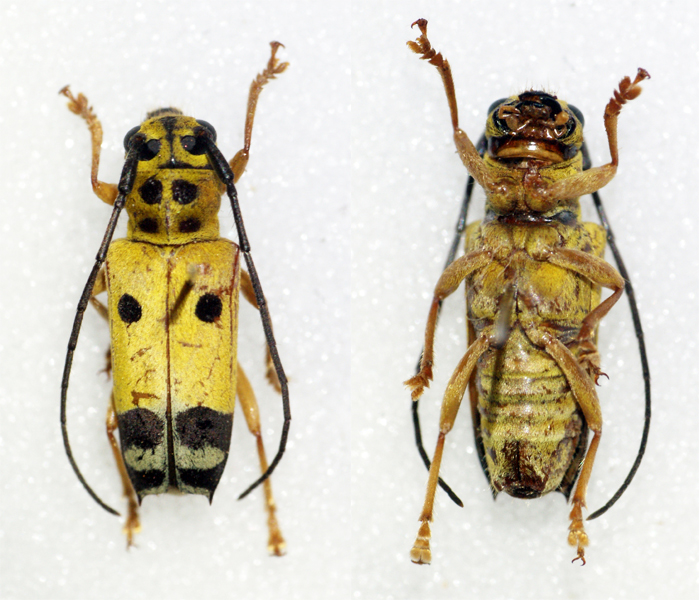
Glenea citrina
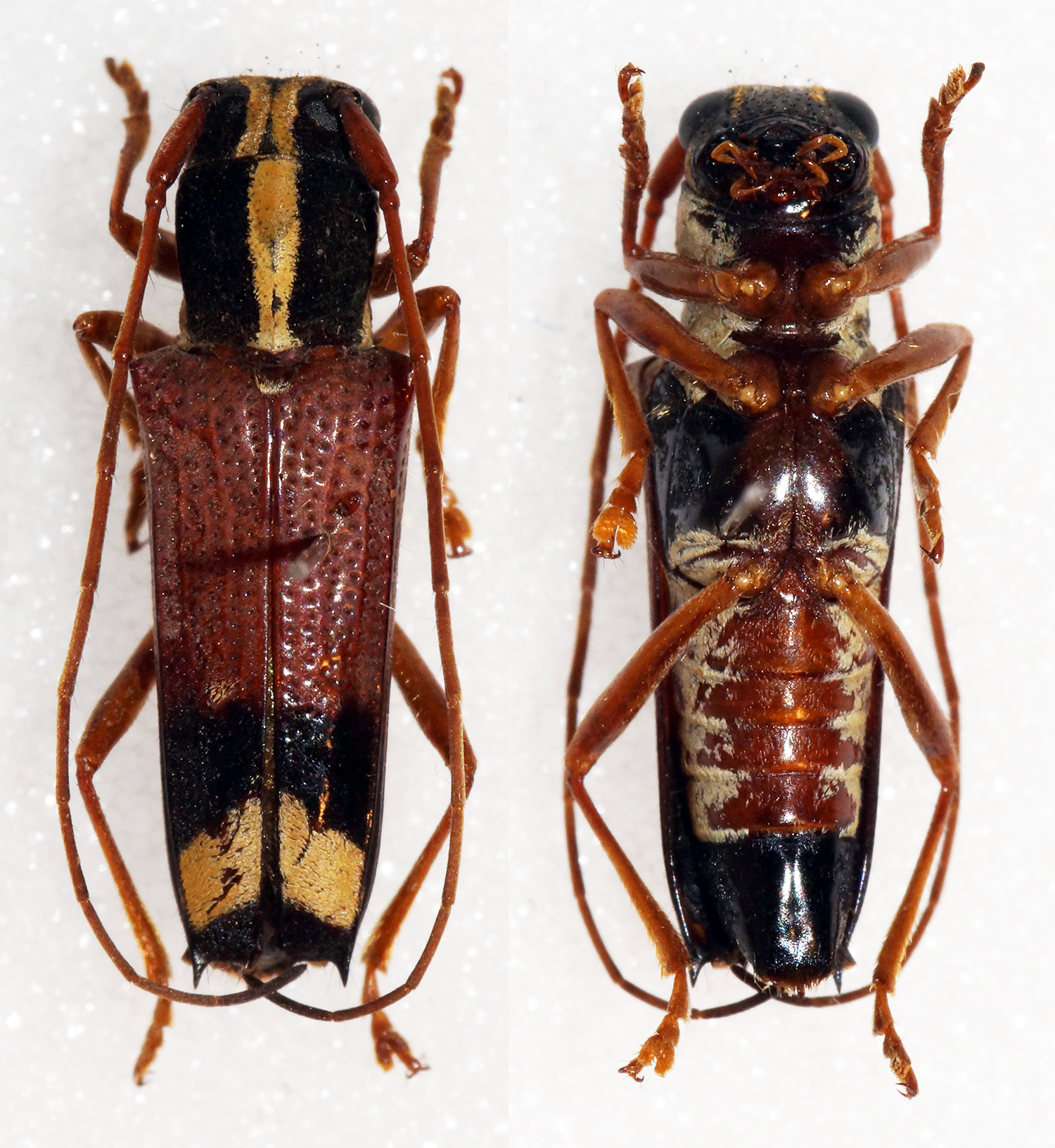
Glenea dimidiata
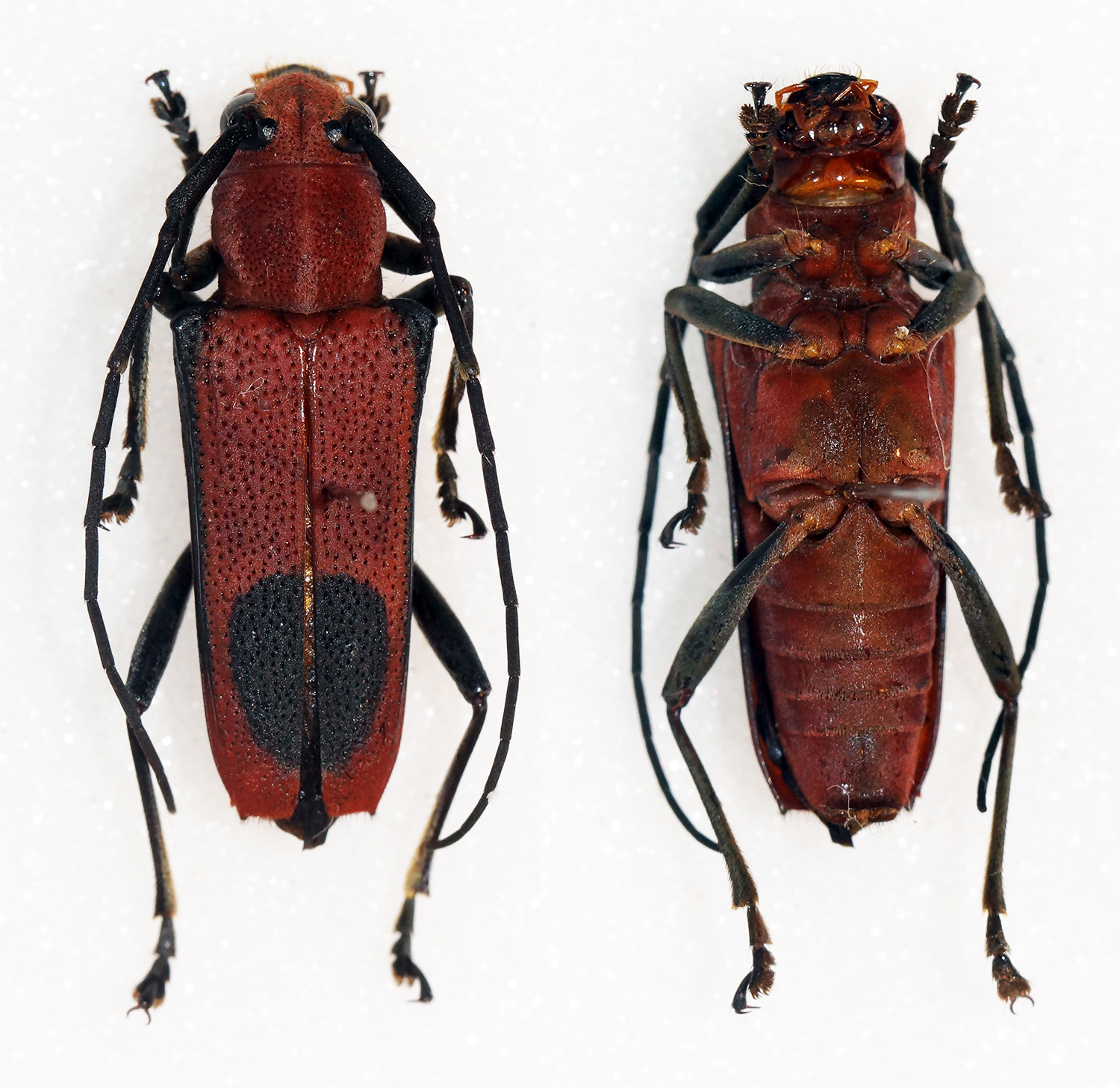
Glenea dimorpha
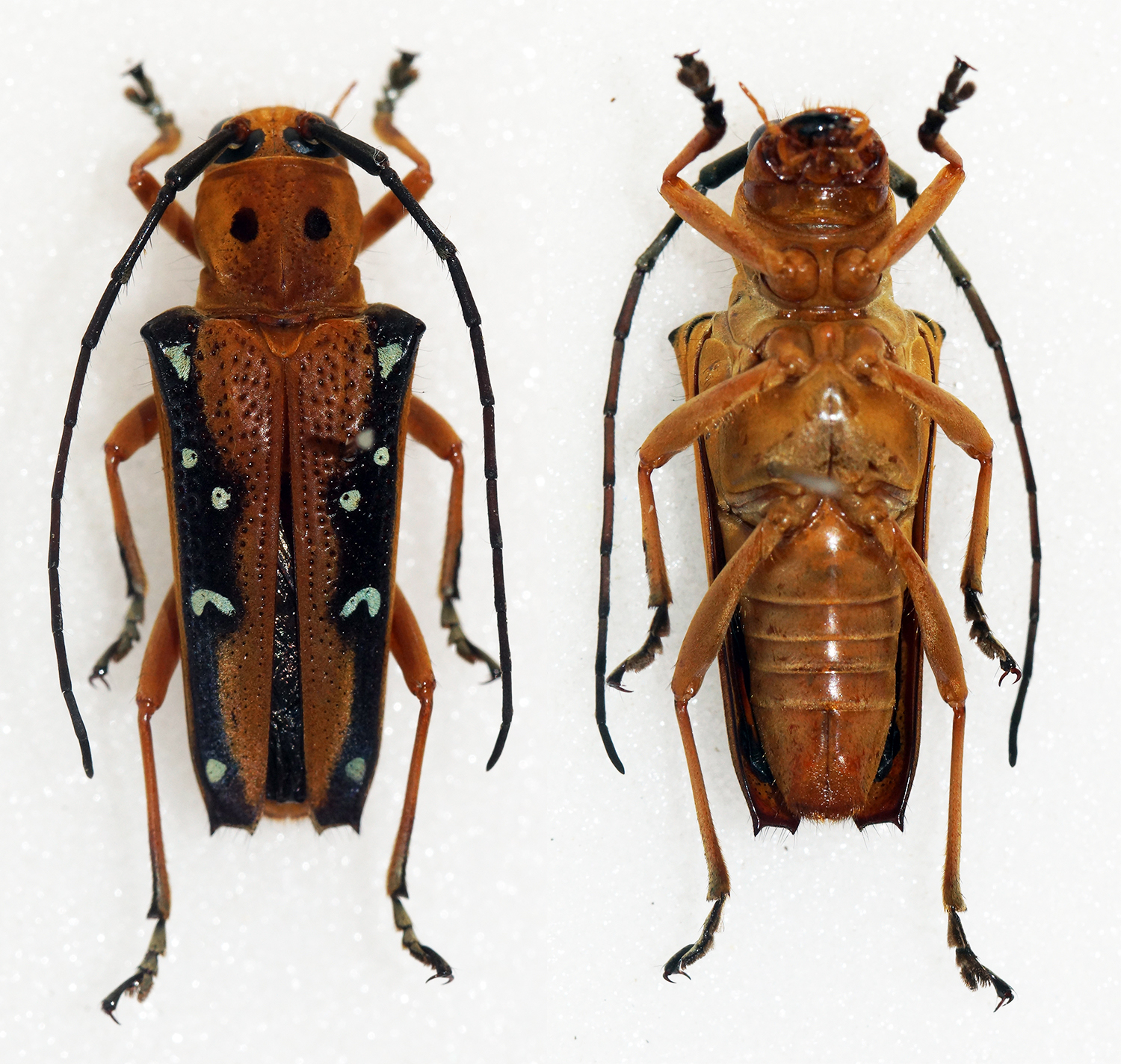
Glenea regina
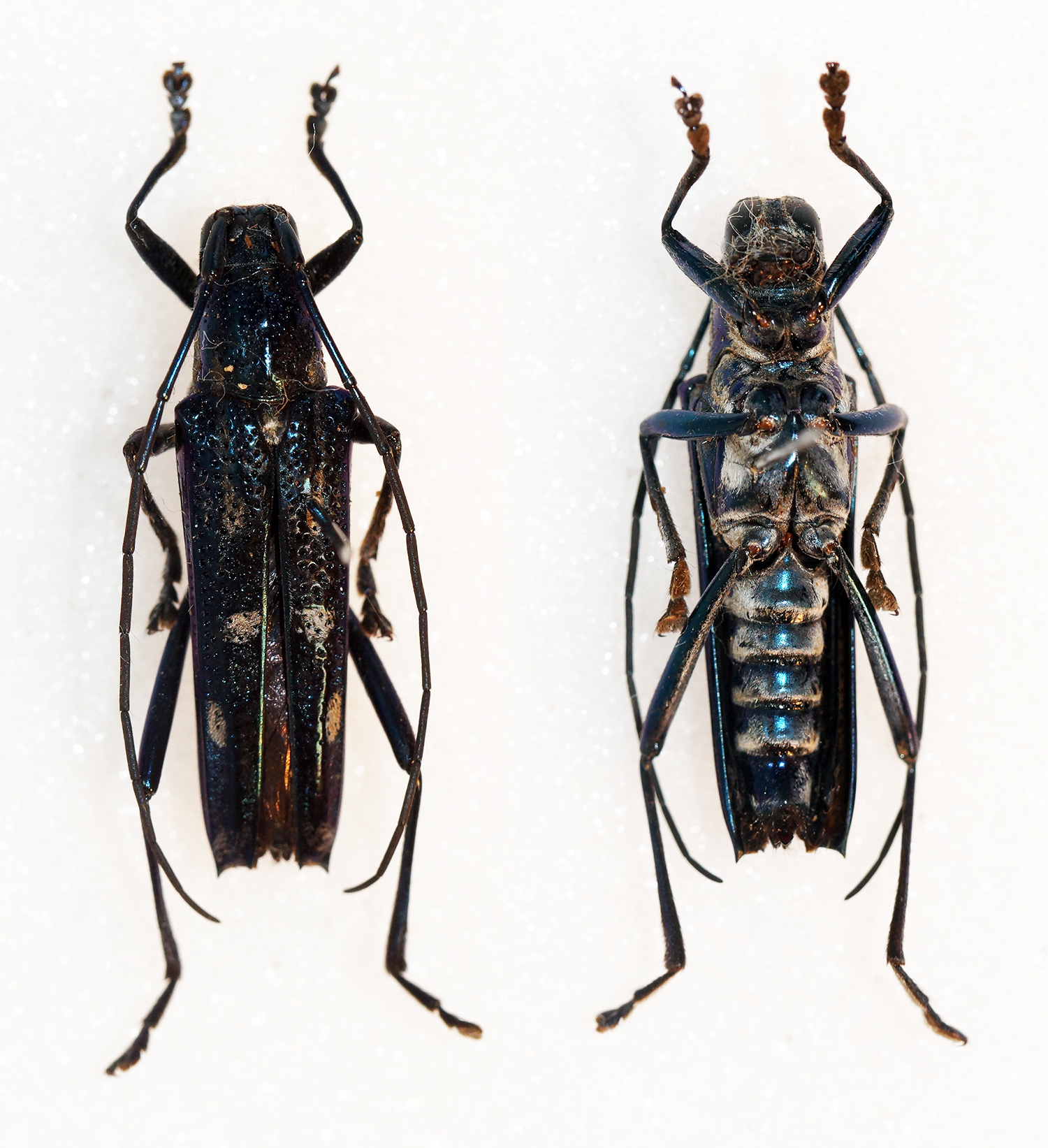
Glenea elegans
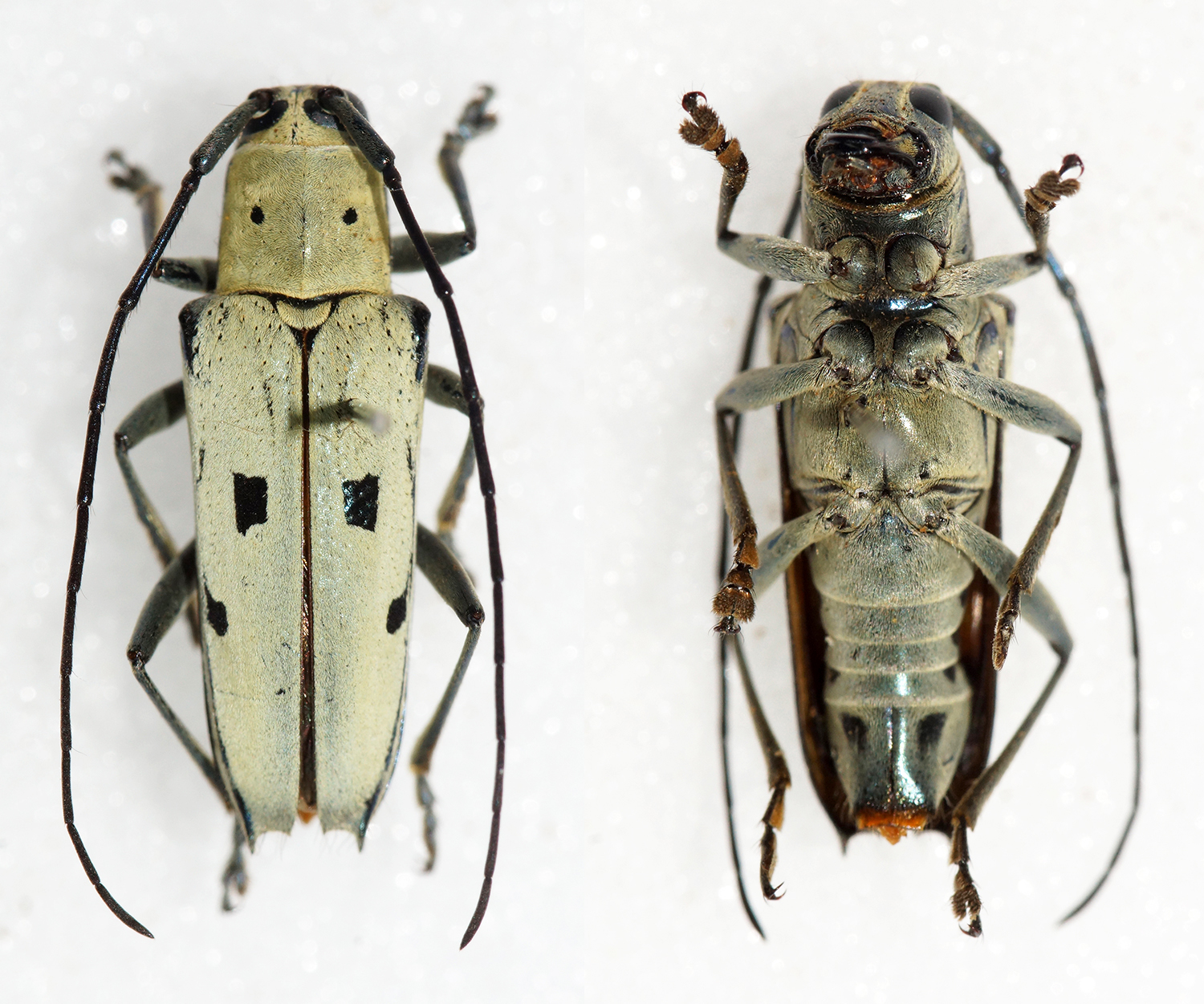
Glenea sexpunctata
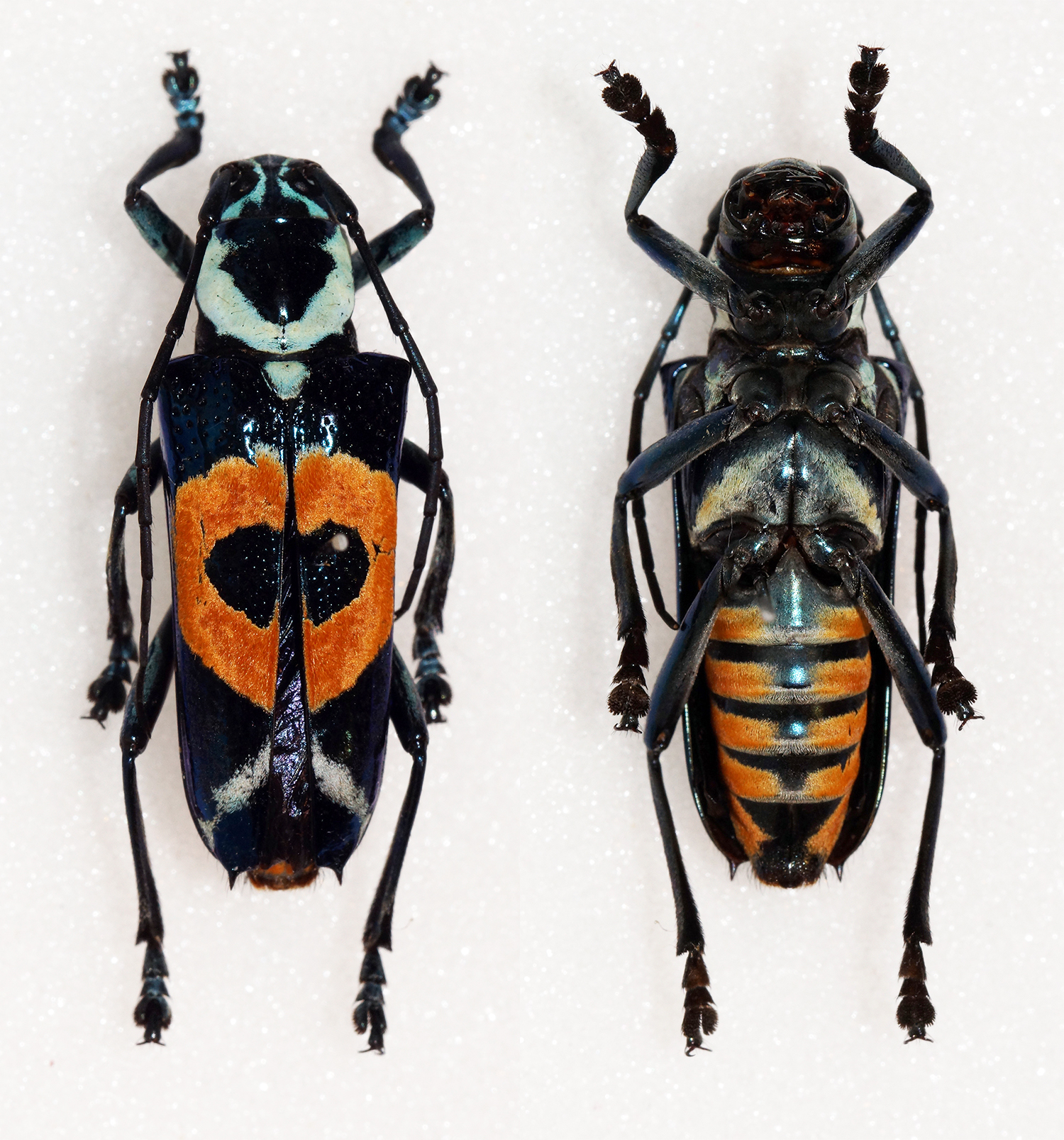
Glenea thomsoni
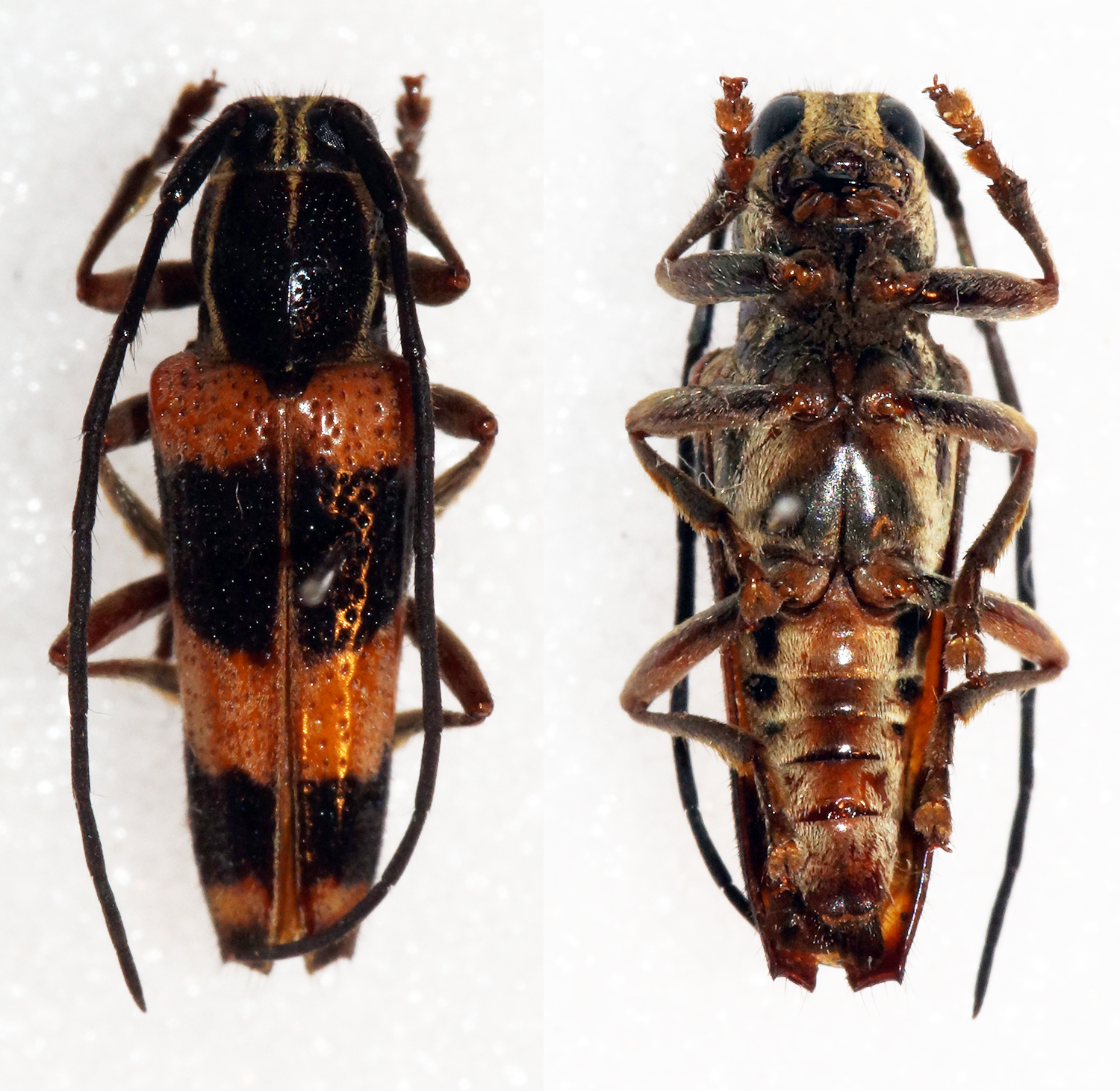
Glenea gabonica
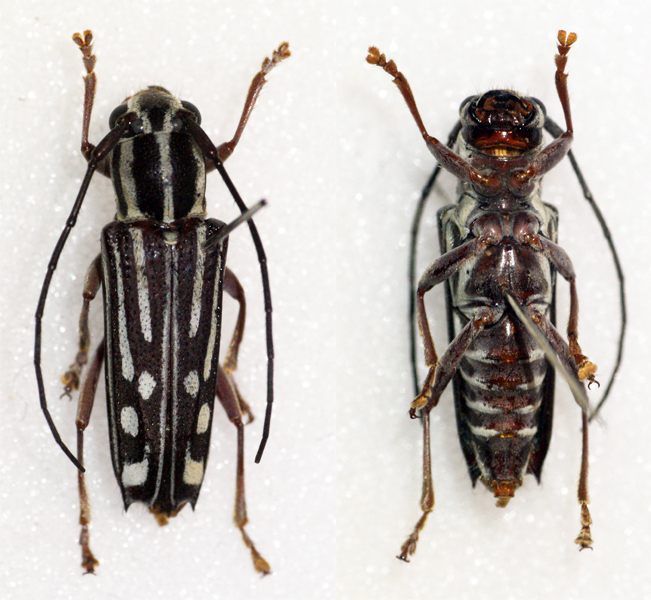
Glenea giraffa
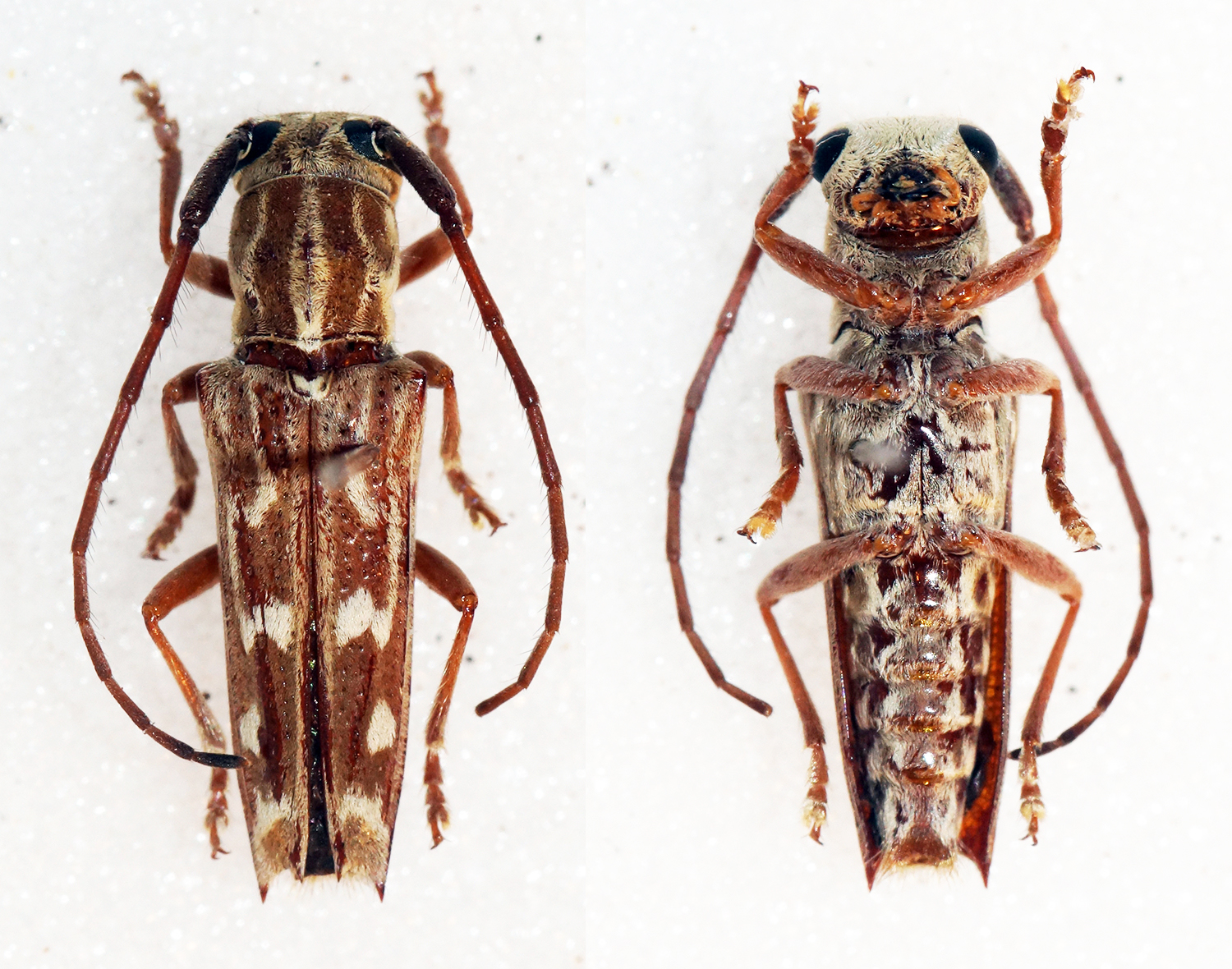
Glenea vaga

## Especies
- Glenea acuta
- Glenea acutipennis
- Glenea acutoides
- Glenea adelpha
- Glenea aegoprepiformis
- Glenea aeolis
- Glenea afghana
- Glenea albocingulata
- Glenea albofasciata
- Glenea albofasciolata
- Glenea albolineata
- Glenea albolineosa
- Glenea alboplagiata
- Glenea albopunctata
- Glenea alboscutellaris
- Glenea albosignatipennis
- Glenea albotarsalis
- Glenea albovittata
- Glenea algebraica
- Glenea algebraoides
- Glenea aluensis
- Glenea amoena
- Glenea andamanensis
- Glenea andamanica
- Glenea andrewesi
- Glenea angerona
- Glenea angustelineata
- Glenea anna
- Glenea annulicornis
- Glenea annuliventris
- Glenea anteochracea
- Glenea anterufipennis
- Glenea anticepunctata
- Glenea aphrodite
- Glenea apicalis
- Glenea apicaloides
- Glenea apicepurpurata
- Glenea arcuata
- Glenea arfakensis
- Glenea argyrostetha
- Glenea arida
- Glenea arithmetica
- Glenea arouensis
- Glenea artemis
- Glenea aspasia
- Glenea assamana
- Glenea assamensis
- Glenea astarte
- Glenea astathiformis
- Glenea aterrima
- Glenea atriceps
- Glenea atricilla
- Glenea atricornis
- Glenea atripennis
- Glenea atropa
- Glenea aurivillii
- Glenea azurea
- Glenea babiana
- Glenea badurensis
- Glenea baia
- Glenea bakeriana
- Glenea balabacensis
- Glenea baliana
- Glenea balingiti
- Glenea balteata
- Glenea bangueyensis
- Glenea bankoi
- Glenea baramensis
- Glenea basalis
- Glenea basiflavofemorata
- Glenea basilana
- Glenea batoeana
- Glenea beatrix
- Glenea beccarii
- Glenea bedoci
- Glenea beesoni
- Glenea belli
- Glenea bellona
- Glenea benguetana
- Glenea biannulata
- Glenea bicolor
- Glenea bidiscovittata
- Glenea biflavomaculata
- Glenea bimaculatithorax
- Glenea bimaculicollis
- Glenea bimaculipennis
- Glenea biplagiatipennis
- Glenea bipunctithorax
- Glenea bisbiguttata
- Glenea bisbivittata
- Glenea bivittata
- Glenea blandina
- Glenea blandinella
- Glenea boafoi
- Glenea borneensis
- Glenea bougainvillei
- Glenea brunnipennis
- Glenea bryanti
- Glenea buquetii
- Glenea buruana
- Glenea calypso
- Glenea calypsoides
- Glenea camelina
- Glenea camerunica
- Glenea camilla
- Glenea cancellata
- Glenea canidia
- Glenea caninia
- Glenea cantor
- Glenea capriciosa
- Glenea caraga
- Glenea cardinalis
- Glenea carinipennis
- Glenea carneipes
- Glenea carreti
- Glenea cassandra
- Glenea celestis
- Glenea celia
- Glenea centralis
- Glenea centroguttata
- Glenea ceylonica
- Glenea chalybeata
- Glenea changchini
- Glenea chlorospila
- Glenea chrysescens
- Glenea chrysomaculata
- Glenea chrysotincta
- Glenea chujoi
- Glenea cincticornis
- Glenea cinerea
- Glenea cinna
- Glenea circulomaculata
- Glenea citrina
- Glenea citrinopubens
- Glenea clavifera
- Glenea cleome
- Glenea clermonti
- Glenea clymene
- Glenea clytiformis
- Glenea clytoides
- Glenea coelestina
- Glenea coeruleipennis
- Glenea coeruleosignata
- Glenea colenda
- Glenea collaris
- Glenea collarti
- Glenea colobotheoides
- Glenea commissa
- Glenea concinna
- Glenea consanguis
- Glenea conspersa
- Glenea coomani
- Glenea coris
- Glenea corona
- Glenea corporaali
- Glenea craengiana
- Glenea crucicollis
- Glenea crucifera
- Glenea curtipennis
- Glenea curvilinea
- Glenea cyanipennis
- Glenea cyanura
- Glenea cylindrepomoides
- Glenea cylindrica
- Glenea cylindricollis
- Glenea dalatensis
- Glenea damalis
- Glenea decemguttata
- Glenea decolorata
- Glenea dejeani
- Glenea delkeskampi
- Glenea despecta
- Glenea detrita
- Glenea detritoides
- Glenea diana
- Glenea dido
- Glenea didyma
- Glenea didymoides
- Glenea difficilis
- Glenea dimidiata
- Glenea dimorpha
- Glenea disa
- Glenea discoantefasciata
- Glenea discofasciata
- Glenea discoidalis
- Glenea discomaculata
- Glenea distinguenda
- Glenea divergevittata
- Glenea diverselineata
- Glenea diversemaculata
- Glenea diversesignata
- Glenea diversimembris
- Glenea dohertyi
- Glenea doriai
- Glenea dorsalis
- Glenea dorsaloides
- Glenea ducalis
- Glenea duodecimplagiata
- Glenea ealensis
- Glenea elegans
- Glenea elegantissima
- Glenea elongatipennis
- Glenea enganensis
- Glenea erythrodera
- Glenea excubitans
- Glenea exculta
- Glenea extensa
- Glenea extrema
- Glenea fainanensis
- Glenea fasciata
- Glenea fasciculosa
- Glenea fasolii
- Glenea fatalis
- Glenea fissicauda
- Glenea flava
- Glenea flavicapilla
- Glenea flavicollis
- Glenea flavicornis
- Glenea flavimembris
- Glenea flavocincta
- Glenea flavomaculatoides
- Glenea flavorubra
- Glenea flavosignata
- Glenea flavotincta
- Glenea flavotransversevittata
- Glenea flavovertex
- Glenea flavovittata
- Glenea florensis
- Glenea formosana
- Glenea fortii
- Glenea francisi
- Glenea fruhstorferi
- Glenea fulmeki
- Glenea fulvomaculata
- Glenea funerula
- Glenea fuscipennis
- Glenea gabonica
- Glenea gahani
- Glenea galathea
- Glenea gardneri
- Glenea gardneriana
- Glenea gedeensis
- Glenea giannii
- Glenea giraffa
- Glenea glabronotata
- Glenea glauca
- Glenea glaucescens
- Glenea glaucoptera
- Glenea glechomoides
- Glenea grandis
- Glenea gratiosa
- Glenea grisea
- Glenea griseifrons
- Glenea griseoguttata
- Glenea griseolineata
- Glenea grisescens
- Glenea grossepunctata
- Glenea hasselti
- Glenea hauseri
- Glenea helleri
- Glenea heptagona
- Glenea hieroglyphica
- Glenea holonigripennis
- Glenea homonospila
- Glenea humeralis
- Glenea humerointerrupta
- Glenea humeroinvittata
- Glenea hwasiana
- Glenea iligana
- Glenea illuminata
- Glenea indiana
- Glenea infraflava
- Glenea infragrisea
- Glenea inlineata
- Glenea innotatithorax
- Glenea insignis
- Glenea intermixta
- Glenea interrupta
- Glenea iphia
- Glenea iresine
- Glenea iridescens
- Glenea iriei
- Glenea itzingeri
- Glenea iwasakii
- Glenea jacintha
- Glenea jacobsoni
- Glenea japensis
- Glenea jeanneli
- Glenea jeanvoinei
- Glenea jini
- Glenea johani
- Glenea johnstoni
- Glenea joliveti
- Glenea jordani
- Glenea judsoni
- Glenea juno
- Glenea kambaitiensis
- Glenea kanalensis
- Glenea kannegieteri
- Glenea keili
- Glenea keyana
- Glenea khasiana
- Glenea kinabaluensis
- Glenea kraatzii
- Glenea krusemani
- Glenea kusamai
- Glenea labuanensis
- Glenea lachrymosa
- Glenea lacteomaculata
- Glenea lambii
- Glenea langana
- Glenea laodice
- Glenea laosensis
- Glenea lateflavovittata
- Glenea latelinea
- Glenea lateochreovittata
- Glenea laterinuda
- Glenea latevittata
- Glenea latevittipennis
- Glenea laudata
- Glenea lecta
- Glenea lefebvrii
- Glenea lepida
- Glenea leptis
- Glenea leucomaculata
- Glenea leucosignatipennis
- Glenea leucospila
- Glenea licenti
- Glenea lineata
- Glenea lineatithorax
- Glenea lineatocollis
- Glenea lineatoides
- Glenea lineatopunctata
- Glenea linwenhsini
- Glenea longula
- Glenea loosdregti
- Glenea loriai
- Glenea luctuosa
- Glenea lugubris
- Glenea lunulata
- Glenea lusoria
- Glenea luteicolle
- Glenea luteosignata
- Glenea lycoris
- Glenea maculicollis
- Glenea magdelainei
- Glenea major
- Glenea malabarica
- Glenea malaisei
- Glenea malasiaca
- Glenea manto
- Glenea masakii
- Glenea matangensis
- Glenea mathematica
- Glenea maunieri
- Glenea medea
- Glenea mediorufa
- Glenea mediotransversevittata
- Glenea meiyingae
- Glenea melia
- Glenea melissa
- Glenea menesioides
- Glenea mentaweiana
- Glenea mephisto
- Glenea merangensis
- Glenea meridionalis
- Glenea mesoleuca
- Glenea mimoscalaris
- Glenea minerva
- Glenea miniacea
- Glenea mira
- Glenea mirei
- Glenea miroides
- Glenea mitonoana
- Glenea modica
- Glenea modiglianii
- Glenea mona
- Glenea monoides
- Glenea monticola
- Glenea montivaga
- Glenea montrouzieri
- Glenea morosa
- Glenea mouhotii
- Glenea moultoni
- Glenea mucorea
- Glenea multiguttata
- Glenea multiinterrupta
- Glenea mutata
- Glenea myrrhis
- Glenea myrsia
- Glenea myrsine
- Glenea nanshanchiana
- Glenea negrosiana
- Glenea neohumerosa
- Glenea neopomeriana
- Glenea neosangirica
- Glenea newmannii
- Glenea nicanor
- Glenea nicobarica
- Glenea nigeriae
- Glenea nigerrima
- Glenea nigriceps
- Glenea nigrifrons
- Glenea nigripennis
- Glenea nigroapicalis
- Glenea nigrorubricollis
- Glenea nigroscutellaris
- Glenea nigrotibialis
- Glenea niobe
- Glenea nitidicollis
- Glenea nivea
- Glenea niveopectus
- Glenea nobilis
- Glenea novemguttata
- Glenea nudipennis
- Glenea numerifera
- Glenea nympha
- Glenea obliqua
- Glenea obliquesignata
- Glenea obsoleta
- Glenea ochraceolineata
- Glenea ochraceovittata
- Glenea ochreicollis
- Glenea ochreithorax
- Glenea ochreobivittata
- Glenea ochreolineata
- Glenea ochreomaculata
- Glenea ochreoplagiata
- Glenea ochreosignata
- Glenea ochreosuturalis
- Glenea ochreovittata
- Glenea ochreovittipennis
- Glenea octoguttata
- Glenea octomaculata
- Glenea oeme
- Glenea oemeoides
- Glenea olbrechtsi
- Glenea olyra
- Glenea omeiensis
- Glenea ora
- Glenea oreophila
- Glenea orichalcea
- Glenea oriformis
- Glenea ornamentalis
- Glenea ornata
- Glenea ornatoides
- Glenea ossifera
- Glenea padangensis
- Glenea pagana
- Glenea pallidipes
- Glenea papiliomaculata
- Glenea papuensis
- Glenea paracarneipes
- Glenea paradiana
- Glenea parahumerointerrupta
- Glenea paralambi
- Glenea paralepida
- Glenea paramephisto
- Glenea paramounieri
- Glenea paraornata
- Glenea parartensis
- Glenea parasauteri
- Glenea parasuavis
- Glenea parexculta
- Glenea parteconjunctevittata
- Glenea partefuscipennis
- Glenea pascoei
- Glenea paulina
- Glenea penangensis
- Glenea pendleburyi
- Glenea perakensis
- Glenea peregoi
- Glenea peria
- Glenea persimilis
- Glenea philippinensis
- Glenea pici
- Glenea pieliana
- Glenea pieti
- Glenea plagiata
- Glenea plagicollis
- Glenea plagifera
- Glenea plagiventris
- Glenea porphyrio
- Glenea posticata
- Glenea problematica
- Glenea propinqua
- Glenea proserpina
- Glenea proxima
- Glenea proximoides
- Glenea pseudadelia
- Glenea pseudaeolis
- Glenea pseudeclectica
- Glenea pseudinterrupta
- Glenea pseudobaja
- Glenea pseudocamelina
- Glenea pseudocaninia
- Glenea pseudocantor
- Glenea pseudocolobotheoides
- Glenea pseudogiraffa
- Glenea pseudoglaucescens
- Glenea pseudograndis
- Glenea pseudoindiana
- Glenea pseudolaudata
- Glenea pseudoluctuosa
- Glenea pseudomelissa
- Glenea pseudomephisto
- Glenea pseudomyrsine
- Glenea pseudoperia
- Glenea pseudopuella
- Glenea pseudoregularis
- Glenea pseudornatoides
- Glenea pseudoscalaris
- Glenea pseudosuavis
- Glenea pseudovaga
- Glenea pseudoweyersi
- Glenea puella
- Glenea pujoli
- Glenea pulchella
- Glenea pulchra
- Glenea punctata
- Glenea pustulata
- Glenea pygidialis
- Glenea quadrialbovittata
- Glenea quadrimaculata
- Glenea quadrinotata
- Glenea quadriochreomaculata
- Glenea quadriplagiata
- Glenea quatuordecimmaculata
- Glenea quatuordecimpunctata
- Glenea quezonica
- Glenea quinquelineata
- Glenea quinquevittata
- Glenea referens
- Glenea regina
- Glenea regularis
- Glenea relicta
- Glenea robinsoni
- Glenea rondoni
- Glenea rubra
- Glenea rubriceps
- Glenea rubricollis
- Glenea rubripennis
- Glenea rubrobasicornis
- Glenea rufa
- Glenea rufescens
- Glenea ruficollis
- Glenea rufifrons
- Glenea rufipennis
- Glenea rufipes
- Glenea rufobasalis
- Glenea rufobasaloides
- Glenea rufopunctata
- Glenea rufuloantennata
- Glenea saigonensis
- Glenea salomonum
- Glenea salvazai
- Glenea salwattyana
- Glenea samarensis
- Glenea sanctaemariae
- Glenea sangirensis
- Glenea saperdiformis
- Glenea saperdoides
- Glenea sarasinorum
- Glenea scalaris
- Glenea scapifera
- Glenea schwarzeri
- Glenea scripta
- Glenea sedecimmaculata
- Glenea sejuncta
- Glenea selangorensis
- Glenea semiluctuosa
- Glenea sexguttata
- Glenea sexnotata
- Glenea sexplagiata
- Glenea sexpunctata
- Glenea sexvitticollis
- Glenea shuteae
- Glenea siamensis
- Glenea signaticollis
- Glenea signatifrons
- Glenea signatipennis
- Glenea sikkimensis
- Glenea silhetana
- Glenea silhetica
- Glenea simalurica
- Glenea similis
- Glenea siporana
- Glenea sjoestedti
- Glenea smaragdina
- Glenea sobrina
- Glenea sobrinoides
- Glenea socia
- Glenea soembana
- Glenea solokensis
- Glenea sophronia
- Glenea sordida
- Glenea speciosa
- Glenea spilota
- Glenea spinosipennis
- Glenea splendidula
- Glenea stella
- Glenea stellatoides
- Glenea stictica
- Glenea strigata
- Glenea suada
- Glenea suavis
- Glenea subabbreviata
- Glenea subadelia
- Glenea subadelpha
- Glenea subalcyone
- Glenea subarida
- Glenea subaurata
- Glenea subbasalis
- Glenea subclytoides
- Glenea subcoeruleata
- Glenea subcrucifera
- Glenea subelegantissima
- Glenea subgrandis
- Glenea subgrisea
- Glenea subhuonora
- Glenea submajor
- Glenea submephisto
- Glenea subminiacea
- Glenea submorosa
- Glenea subochracea
- Glenea subregularis
- Glenea subrouyeri
- Glenea subrubricollis
- Glenea subsaperdiformis
- Glenea subscalaris
- Glenea subsimilis
- Glenea substellata
- Glenea subteraurescens
- Glenea subviridescens
- Glenea suensoni
- Glenea sulphurea
- Glenea sulphuroides
- Glenea sumatrana
- Glenea superba
- Glenea suturalis
- Glenea suturata
- Glenea suturefasciata
- Glenea suturevittata
- Glenea sylvia
- Glenea sylvioides
- Glenea taeniata
- Glenea tatsienlui
- Glenea telmissa
- Glenea tenuilineata
- Glenea theodosia
- Glenea thomensis
- Glenea thomsoni
- Glenea tibialis
- Glenea timoriensis
- Glenea t-notata
- Glenea tolia
- Glenea tonkinea
- Glenea torquatella
- Glenea transversefasciata
- Glenea transversevittipennis
- Glenea triangularis
- Glenea triangulifera
- Glenea trimaculipennis
- Glenea tringaria
- Glenea tritoleuca
- Glenea trivittata
- Glenea trivitticollis
- Glenea truncatipennis
- Glenea trunculatipennis
- Glenea unialbonotata
- Glenea univittata
- Glenea univitticollis
- Glenea ustulata
- Glenea vaga
- Glenea vagemaculipennis
- Glenea vanikorana
- Glenea vanikorensis
- Glenea variabilis
- Glenea varifascia
- Glenea varipennis
- Glenea venenata
- Glenea venus
- Glenea venusta
- Glenea versuta
- Glenea vietnamana
- Glenea vigintiduomaculata
- Glenea villiersi
- Glenea vingerhoedti
- Glenea violaceomicans
- Glenea virens
- Glenea virgata
- Glenea viridescens
- Glenea viridicuprea
- Glenea viridilucens
- Glenea viridipennis
- Glenea vittifera
- Glenea vittulata
- Glenea voeti
- Glenea voluptuosa
- Glenea waigiouensis
- Glenea wallacei
- Glenea wegneri
- Glenea weigeli
- Glenea wenhsini
- Glenea wiedenfeldi
- Glenea w-notata
- Glenea wongi
- Glenea xanthotaenia
- Glenea x-nigrum
- Glenea zalinensis